# قائمة أسماك القرش في البحر الأحمر
يوجد 44 نوعًا من أسماك القرش في البحر الأحمر. هذه القائمة ليست شاملة.

## صنفأسماك قاعية
| صورة | الاسم العلمي | Scientific name                                | الاسم المحلي | مصادر |
| ---- | ------------ | ---------------------------------------------- | ------------ | ----- |
|      | (قروش بقرية) | Heptranchias perlo، Sharpnose sevengill shark, |              |       |
|      | (قرش كلبي)   | Iago omanensis, Bigeye houndshark,             |              |       |
|      | (قرش كلبي)   | Mustelus manazo, Starspotted smooth-hound,     |              |       |

## صنفنطاق ما قبل القاع
| صورة | الاسم العلمي | Scientific name                    | الاسم المحلي | مصادر |
| ---- | ------------ | ---------------------------------- | ------------ | ----- |
|      | (بنبكيات)    | Rhizoprionodon acutus، Milk shark, |              |       |

| صورة | الاسم العلمي                             | Scientific name                           | الاسم المحلي | مصادر |
| ---- | ---------------------------------------- | ----------------------------------------- | ------------ | ----- |
|      | (بنبكيات)                                | Loxodon macrorhinus، Sliteye shark,       |              |       |
|      | (أسماك قرش أبناء عرس)                    | Hemipristis elongata، Snaggletooth shark, |              |       |
|      | قرش كلبي عربي، قرش كلبي عربي, (قرش كلبي) | قرش كلبي عربي، قرش كلبي عربي, (قرش كلبي)  |              |       |

## صنفمنطقة البحر المفتوح
| صورة | الاسم العلمي                                                  | Scientific name                                               | الاسم المحلي | مصادر |
| ---- | ------------------------------------------------------------- | ------------------------------------------------------------- | ------------ | ----- |
|      | قرش دراس شائع، قرش دراس شائع, (قرش دراس)                      | قرش دراس شائع، قرش دراس شائع, (قرش دراس)                      |              |       |
|      | قرش مخطافي الأسنان، قرش مخطافي الأسنان, (أسماك قرش أبناء عرس) | قرش مخطافي الأسنان، قرش مخطافي الأسنان, (أسماك قرش أبناء عرس) |              |       |
|      | قرش حوتي، قرش حوتي, (قرش حوتي)                                | قرش حوتي، قرش حوتي, (قرش حوتي)                                |              |       |

## صنفشعاب-associated species

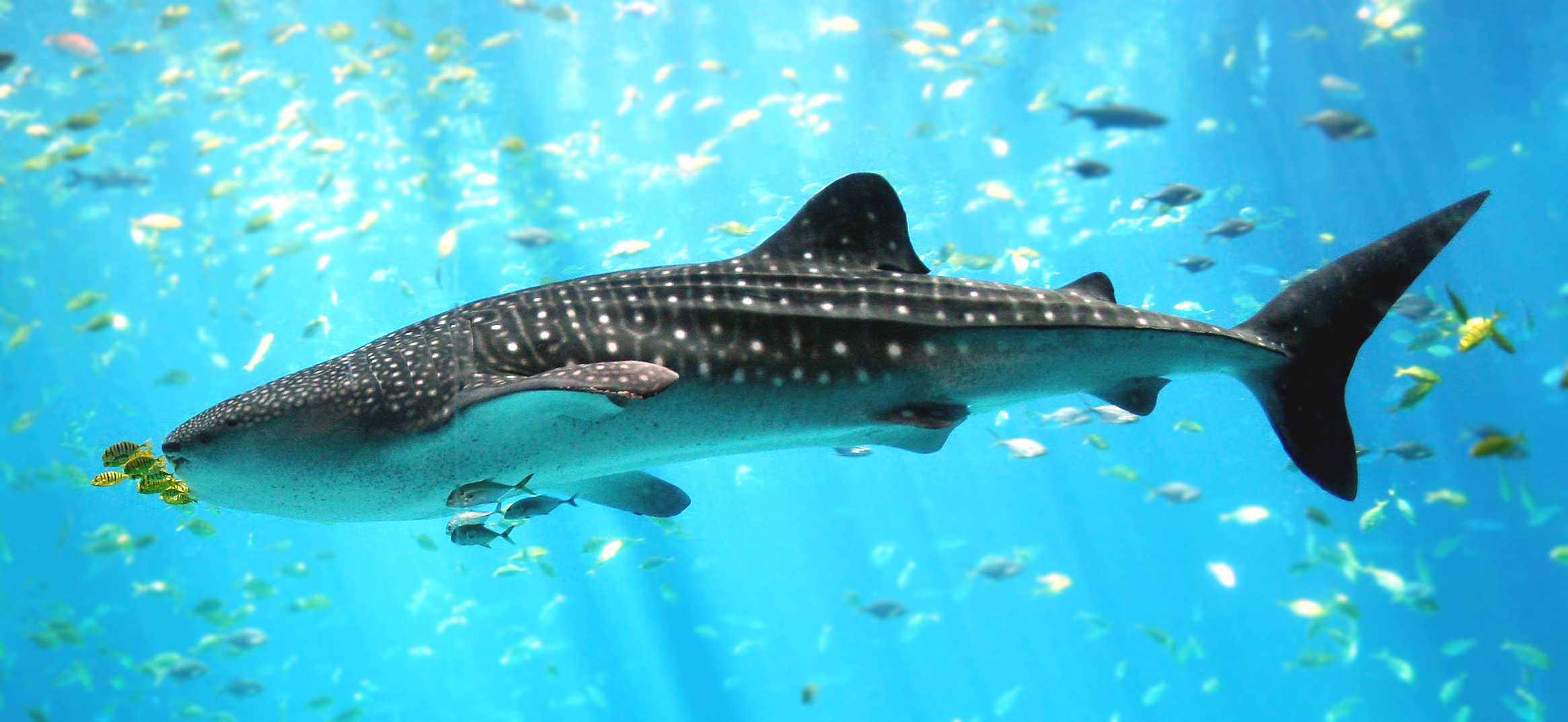
قرش حوتي

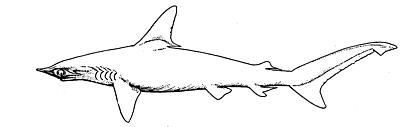
Sphyrna zygaena

| صورة | الاسم العلمي                                                  | Scientific name                                               | الاسم المحلي | مصادر |
| ---- | ------------------------------------------------------------- | ------------------------------------------------------------- | ------------ | ----- |
|      | (قرش دراس)                                                    | Alopias pelagicus، Pelagic thresher                           |              |       |
|      | قرش فضي الطرف، قرش فضي الطرف, (بنبكيات)                       | قرش فضي الطرف، قرش فضي الطرف, (بنبكيات)                       |              |       |
|      | قرش كبير الأنف، قرش كبير الأنف, (بنبكيات)                     | قرش كبير الأنف، قرش كبير الأنف, (بنبكيات)                     |              |       |
|      | قرش الشعاب الرمادي، قرش الشعاب الرمادي, (بنبكيات)             | قرش الشعاب الرمادي، قرش الشعاب الرمادي, (بنبكيات)             |              |       |
|      | قرش دوار، قرش دوار, (بنبكيات)                                 | قرش دوار، قرش دوار, (بنبكيات)                                 |              |       |
|      | سمك القرش الحريري، سمك القرش الحريري, (بنبكيات)               | سمك القرش الحريري، سمك القرش الحريري, (بنبكيات)               |              |       |
|      | قرش الثور، قرش الثور, (بنبكيات)                               | قرش الثور، قرش الثور, (بنبكيات)                               |              |       |
|      | قرش أسود الطرف، قرش أسود الطرف, (بنبكيات)                     | قرش أسود الطرف، قرش أسود الطرف, (بنبكيات)                     |              |       |
|      | قرش الطرف الأبيض المحيطي، قرش الطرف الأبيض المحيطي, (بنبكيات) | قرش الطرف الأبيض المحيطي، قرش الطرف الأبيض المحيطي, (بنبكيات) |              |       |
|      | قرش الشعاب أسود الطرف، قرش الشعاب أسود الطرف, (بنبكيات)       | قرش الشعاب أسود الطرف، قرش الشعاب أسود الطرف, (بنبكيات)       |              |       |
|      | !قرش داكن، قرش داكن, (بنبكيات)                                | !قرش داكن، قرش داكن, (بنبكيات)                                |              |       |
|      | قرش الجرف الرملي، قرش الجرف الرملي, (بنبكيات)                 | قرش الجرف الرملي، قرش الجرف الرملي, (بنبكيات)                 |              |       |
|      | قرش أبقع الذيل، قرش أبقع الذيل, (بنبكيات)                     | قرش أبقع الذيل، قرش أبقع الذيل, (بنبكيات)                     |              |       |
|      | قرش ببري، قرش ببري, (بنبكيات)                                 | قرش ببري، قرش ببري, (بنبكيات)                                 |              |       |
|      | (بنبكيات)                                                     | Negaprion acutidens، Sicklefin lemon shark                    |              |       |
|      | (بنبكيات)                                                     | Triaenodon obesus، Whitetip reef shark                        |              |       |
|      | (قروش مصراعية الفم)                                           | قرش حاضن أصحر، قرش حاضن أصحر                                  |              |       |
|      | قرش ماكو قصير الزعنف، قرش ماكو قصير الزعنف, (لخميات)          | قرش ماكو قصير الزعنف، قرش ماكو قصير الزعنف, (لخميات)          |              |       |
|      | قرش الرمل الببري، قرش الرمل الببري, (قرش الرمل)               | قرش الرمل الببري، قرش الرمل الببري, (قرش الرمل)               |              |       |
|      | (القرش المطرقة)                                               | Sphyrna lewini، Scalloped hammerhead                          |              |       |
|      | قرش أبو مطرقة العظيم، قرش أبو مطرقة العظيم, (القرش المطرقة)   | Sphyrna lewini، Scalloped hammerhead, (القرش المطرقة)         |              |       |
|      | قرش رأس المطرقة السلس. قرش رأس المطرقة السلس, (القرش المطرقة) | قرش رأس المطرقة السلس. قرش رأس المطرقة السلس, (القرش المطرقة) |              |       |
|      | Stegostoma fasciatum، Zebra shark, (Stegostomatidae)          |                                                               |              |       |